# Halley's Comet
Halley's Comet (ハレーズコメット?, Harēzu Kometto) è un videogioco arcade sviluppato e pubblicato dalla Taito nel 1986. È uno sparatutto a scorrimento verticale in cui il giocatore difende vari pianeti del Sistema Solare da una collisione diretta con la cometa di Halley e i vari sciami alieni che la accompagnano.
Ebbe un diretto sequel dello stesso genere, Halley Wars, distribuito nel 1991 per le piattaforme Famicom Disk System e Game Gear.
È incluso esclusivamente nella raccolta per PlayStation 2 Taito Memories II Gekan, uscita nel 2007 solo in Giappone.

## Modalità di gioco
Il giocatore che pilota un caccia spaziale deve superare ondate di nemici, intercettare un'enorme cometa in arrivo che sta discendendo per distruggere un pianeta in cui il giocatore ha il compito di proteggerlo, quindi infiltrarsi all'interno della cometa per distruggerla dall'interno.
La nave del giocatore deve navigare due fasi per pianeta nel Sistema Solare. Quando le ondate nemiche si generano sul giocatore, tutte le navi nemiche sopravvissute e, in rari casi, i colpi, procederanno oltre il giocatore lungo una minimappa sul lato destro dello schermo e colpiranno il pianeta. Ogni impatto provoca un aumento dell'1% del danno del pianeta e, se raggiunge il 100%, la partita termina, indipendentemente dalle vite rimanenti. I danni arrecati ai pianeti rimangono invariati e non c’è modo di ridurli; solo aumentando i danni da parte dei nemici sopravvissuti.
La prima fase di ogni pianeta è divisa da una lotta con un miniboss, il quale è una grande nave che spara grandi proiettili a grappoli contro il giocatore mentre le ondate nemiche standard continuano a generarsi. La seconda metà della prima fase si conclude con l'incontro con la "cometa" in arrivo che avrà lo stesso colore del pianeta da difendere (blu per la Terra, giallo per Venere, rosso per Marte e così via). Il boss cometa aprirà una piccola sezione del suo esterno, rivelando un piccolo pezzo di circuito da cui verrà generato un proiettile. Quando il giocatore distrugge cinque di queste aperture, la cometa esploderà e consentirà alla nave del giocatore di entrare nella cometa, iniziando la fase due per quel pianeta.
La seconda fase di ogni incontro con il pianeta si svolge all'interno della cometa, che si rivela essere una nave aliena. Le ondate nemiche continuano a generarsi finché il giocatore non raggiunge il boss principale. Un grande computer con dieci bersagli arancioni che si alterneranno tra coperti e scoperti, spara un proiettile per ciascun bersaglio attivo quando viene aperto. Mentre tutte queste battaglie si svolgono sia all'interno che all'esterno di una cometa, la cometa continua lentamente ma inesorabilmente a scendere verso il pianeta. Se lasciata senza ostacoli, la cometa alla fine entrerà in collisione con il pianeta e lo distruggerà, provocando la fine del gioco indipendentemente dalle vite finora rimaste. Quindi il giocatore deve affrettarsi a distruggere i computer nascosti all'interno delle comete mentre affronta ondate su ondate di servitori nemici.
Quando il giocatore distrugge ciascuno dei bersagli, il boss esplode e il pianeta viene salvato. La schermata passa quindi al calcolo dei punti bonus in cui i punti vengono assegnati in base inversamente alla quantità di danni subiti dal pianeta durante il livello.

## Accoglienza
In Giappone, la rivista Game Machine elencò Halley's Comet nel numero del 15 marzo 1986 come la seconda unità arcade di maggior successo del mese.